# Tuxer Joch
Tuxer Joch är ett bergspass i Österrike.   Det ligger i distriktet Innsbruck-Land och förbundslandet Tyrolen, i den västra delen av landet, 400 km väster om huvudstaden Wien. Tuxer Joch ligger 1 950 meter över havet.
Terrängen runt Tuxer Joch är huvudsakligen bergig, men norrut är den kuperad. Närmaste större samhälle är Steinach am Brenner, 12,6 km väster om Tuxer Joch. 
Trakten runt Tuxer Joch består i huvudsak av gräsmarker. Runt Tuxer Joch är det ganska tätbefolkat, med 67 invånare per kvadratkilometer.